# Pseudaulacaspis xerotidis
Pseudaulacaspis xerotidis är en insektsart som först beskrevs av William Miles Maskell 1895.  Pseudaulacaspis xerotidis ingår i släktet Pseudaulacaspis och familjen pansarsköldlöss. Inga underarter finns listade i Catalogue of Life.